# Schönhaide
Schönhaide ist ein Ortsteil von Thonhausen im Landkreis Altenburger Land in Thüringen. Der Ort wurde am 1. Juli 1950 nach Thonhausen eingemeindet.

## Lage
Schönhaide liegt direkt an der A4-Anschlussstelle Schmölln. Der Ort befindet sich im Übergang des Altenburg-Zeitzer-Lösshügelland zu den Vorgebirgslagen zum Thüringer Schiefergebirge und Erzgebirge.

## Geschichte
Im Jahr 1656 wurde das Dorf erstmals urkundlich erwähnt, wodurch Schönhaide eine späte Gründung im Altenburger Land ist. Im Jahr 1690 wurde der  Gasthof „Zur schönen Haide“ an der Gabelung der Straße Crimmitschau–Schmölln nach Zeitz (Selka, Weißbach, Nöbdenitz) mit Anbindung
an die Landstraße Gera -Altenburg errichtet. Danach wurden eine Schmiede und weitere Häuser dazu. Schönhaide gehörte zum wettinischen Amt Altenburg, welches ab dem 16. Jahrhundert aufgrund mehrerer Teilungen im Lauf seines Bestehens unter der Hoheit folgender Ernestinischer Herzogtümer stand: Herzogtum Sachsen (1554 bis 1572), Herzogtum Sachsen-Weimar (1572 bis 1603), Herzogtum Sachsen-Altenburg (1603 bis 1672), Herzogtum Sachsen-Gotha-Altenburg (1672 bis 1826). Bei der Neuordnung der Ernestinischen Herzogtümer im Jahr 1826 kam der Ort wiederum zum Herzogtum Sachsen-Altenburg. Nach der Verwaltungsreform im Herzogtum gehörte Schönhaide bezüglich der Verwaltung zum Ostkreis (bis 1900) bzw. zum Landratsamt Ronneburg (ab 1900). Das Dorf gehörte ab 1918 zum Freistaat Sachsen-Altenburg, der 1920 im Land Thüringen aufging. 1922 kam Schönhaide zum Landkreis Altenburg.
Am 1. Juli 1950 wurde Schönhaide nach Thonhausen eingemeindet. Bei der zweiten Kreisreform in der DDR wurden 1952 die bestehenden Länder aufgelöst und die Landkreise neu zugeschnitten. Somit kam Schönhaide als Ortsteil von Thonhausen mit dem Kreis Schmölln an den Bezirk Leipzig, der seit 1990 als Landkreis Schmölln zu Thüringen gehörte und bei der thüringischen Kreisreform 1994 im Landkreis Altenburger Land aufging. Im Ortsteil wohnen ungefähr 80 Personen.

## Persönlichkeiten
- Christian Anton Goering (* 18. September 1836 in Schönhaide; † 7. Dezember 1905 in Leipzig), Naturwissenschaftler, Ornithologe, Zoologe, Maler, Tierpräparator